# 普拉奇
51°22′13″N 32°26′17″E / 51.37028°N 32.43806°E
普拉奇（烏克蘭語：Прачі），是烏克蘭北部的村莊，隸屬切爾尼希夫州的尼任區。該村始建於十七世紀，面積2平方公里，海拔高度116米，人口▼386，人口密度每平方公里321人。